# Urophora townsendi
Urophora townsendi
 es una especie de insecto del género Urophora de la familia Tephritidae del orden Diptera. 
Mario Bezzi la describió científicamente por primera vez en el año 1923.